# ハリー・リームス

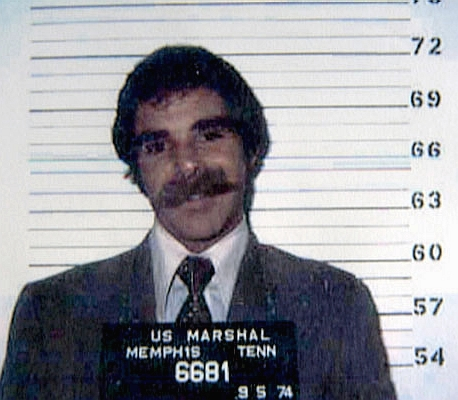
ハリー・リームス, 1974

ハリー・リームス（Harry Reems 1947年8月27日 - 2013年3月19日  ）は、米国のポルノ男優。映画「ディープ・スロート」(1972年)出演により、1970年代で最もよく知られるポルノスターの一人となった。本名はハーバート・シュトライヒャー（Herbert Streicher）。

## 経歴
リームスはニューヨークのブロンクスで、ユダヤ人家庭に生まれる。ポルノ男優になる以前は米国海兵隊員として活躍。リンダ・ラヴレース主演の映画「ディープ・スロート」に出演した際、テネシー州・メンフィスに於いて、猥褻容疑で告発される。一審で有罪となるも上告し、一年後に無罪判決を勝ち取る。彼は連邦政府により起訴された俳優第一号となった。デビュー作「ミス・ジョーンズの背徳」を皮切りに、1970年代、1980年代を通して多くのポルノ映画に出演。1975年には回顧録「Here Comes Harry Reems」を著した。

1978年に東映に招聘され『生贄の女たち』に主演した。
俳優を引退後、アルコール中毒を克服し結婚。キリスト教に改宗し、ユタ州のパークシティで不動産業を営んでいたが、2013年3月19日にすい臓がんで死去。

## 主な出演映画
- 「ミス・ジョーンズの背徳」(1972)  - デビュー作
- 「ディープ・スロート」(1972)  - 彼を有名にした出世作
- 「淫らな唇／スーザン」(1974)
- 「チェスティー・モーガン in デッドリー・ウェポン」(1974)
- 「続・変態」(1974)
- 「巨大なる男とバタフライズ」(1974)  - ディープ・スロートと並ぶ彼の代表作
- 「DEEP SEX NO.1」 (1975)
- 「巨大なる男とジュスティーヌ 」(1975)
- 「エクスタシー」(1975)
- 「生贄の女たち」(1978)
- 「ハード・シンボル／精獣」(1983)
- 「R.S.V.P.／ハリー・リームスのセクシーコメディ」(1984)
- 「激芯クライマックス～爆裂!30cm砲～」 (1985)
- 「トレイシー・ローズの 禁身交愛」(1985)
- 「トレイシー・ローズ／熱体女」(1985)
- 「ジンジャー・リンの 赤い下唇」
- 「巨大なる男と天使のレスビアン」(1989)
- 「インサイド・ディープ・スロート」 (2004)   - ドキュメンタリー映画。伝説のポルノ映画「ディープ・スロート」に関するインタビュー作品。